# Alyth/Bonnybrook/Manchester (Calgary)
Alyth/Bonnybrook/Manchester é predominantemente industrial e subordinadamente bairro residencial no quadrante sudeste de Calgary, Alberta. Alyth está localizada ao sul de Inglewood, enquanto Manchester fica a leste de Macleod Trail e  ao sul da avenida 34 S (esta seção também nomeado Burnsland).
A Alyth Yard da Ferrovia Pacífica Canadense está localizada em Alyth.

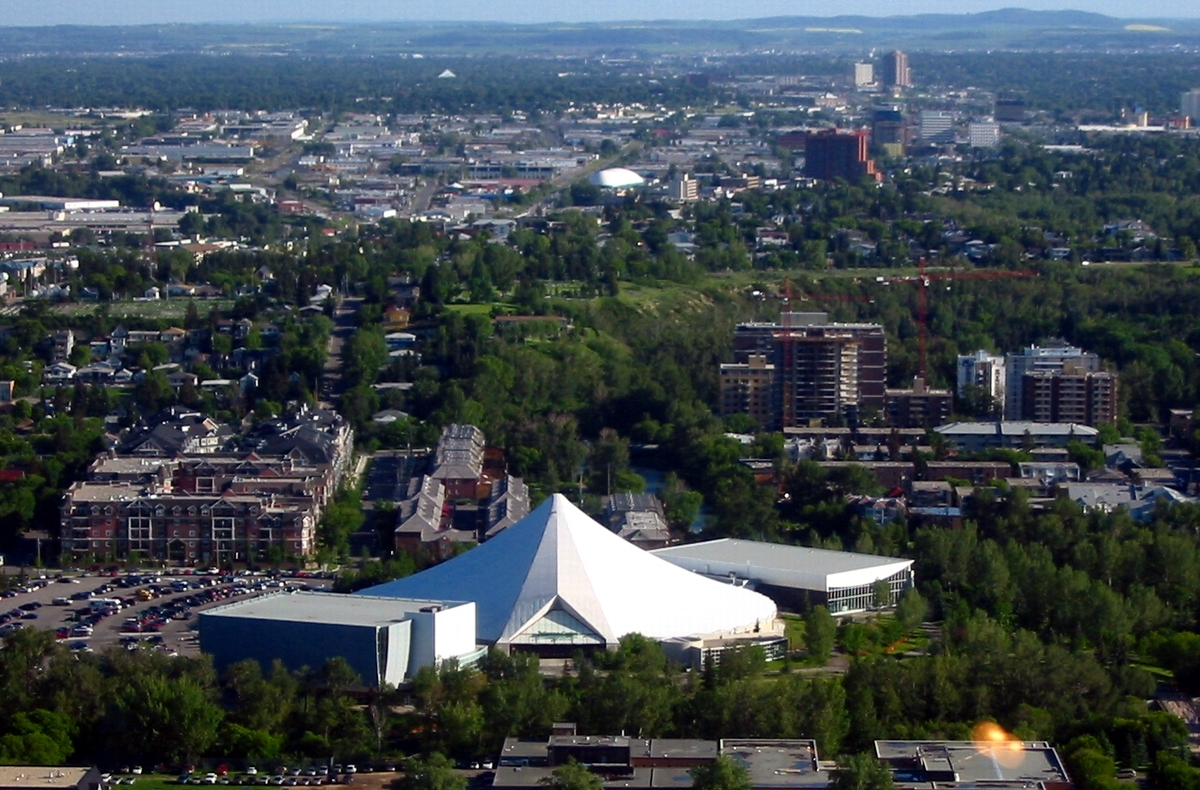
Talisman Centre com Manchester no fundo

Eles estão representados no Conselho Municipal de Calgary pelo conselheiro do Ward 9. Manchester tem um plano de reconstrução da área no local, e a população é servida pelo Windsor Park Associação comunitária.
O código postal nesta área é T2G.

## Demografia
No censo municipal da cidade de Calgary de 2012, Alyth/Bonnybrook tinha uma população de 16vivendo em 14 habitação, um aumento de -5,9% em relação à população de 2011 17. Com uma área de terra de 3,8 km2 (1,5 sq mi), tinha uma densidade populacional de 4,21/km2 (10,9/sq mi) em 2012. Também no censo municipal de 2012, Manchester tinha uma população de 618 vivendo em 448 habitação, um aumento de -7,6% em relação a sua população de 2011 669. com uma área de terra de 0,5 km2 (0,19 sq mi), tinha uma densidade populacional de 1 240/km2 (3 200/sq mi) em 2012.
Os residentes nesta comunidade tinham renda familiar média de $35,675 em 2000, e havia 35,8% de residentes de baixa renda residentes no bairro. Em 2000, 14,3% dos residentes eram imigrantes. Uma proporção de 66,7% dos edifícios eram condomínios ou apartamentos, e 70,4% da habitação foi usada para locação.